# Frazeysburg

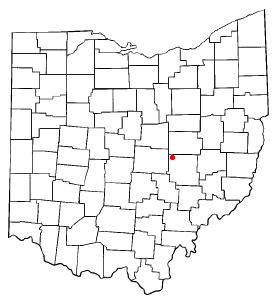
Frazeysburg na planie stanu Ohio

Frazeysburg – wieś w USA, w stanie Ohio, w hrabstwie Muskingum. Miejscowość została założona w roku 1868. W miejscowości znajduje się największy na świecie koszyk jabłek.
Liczba mieszkańców w 2010 roku wynosiła 1326, a w roku 2012 wynosiła 1320.